# Großer Zschirnstein

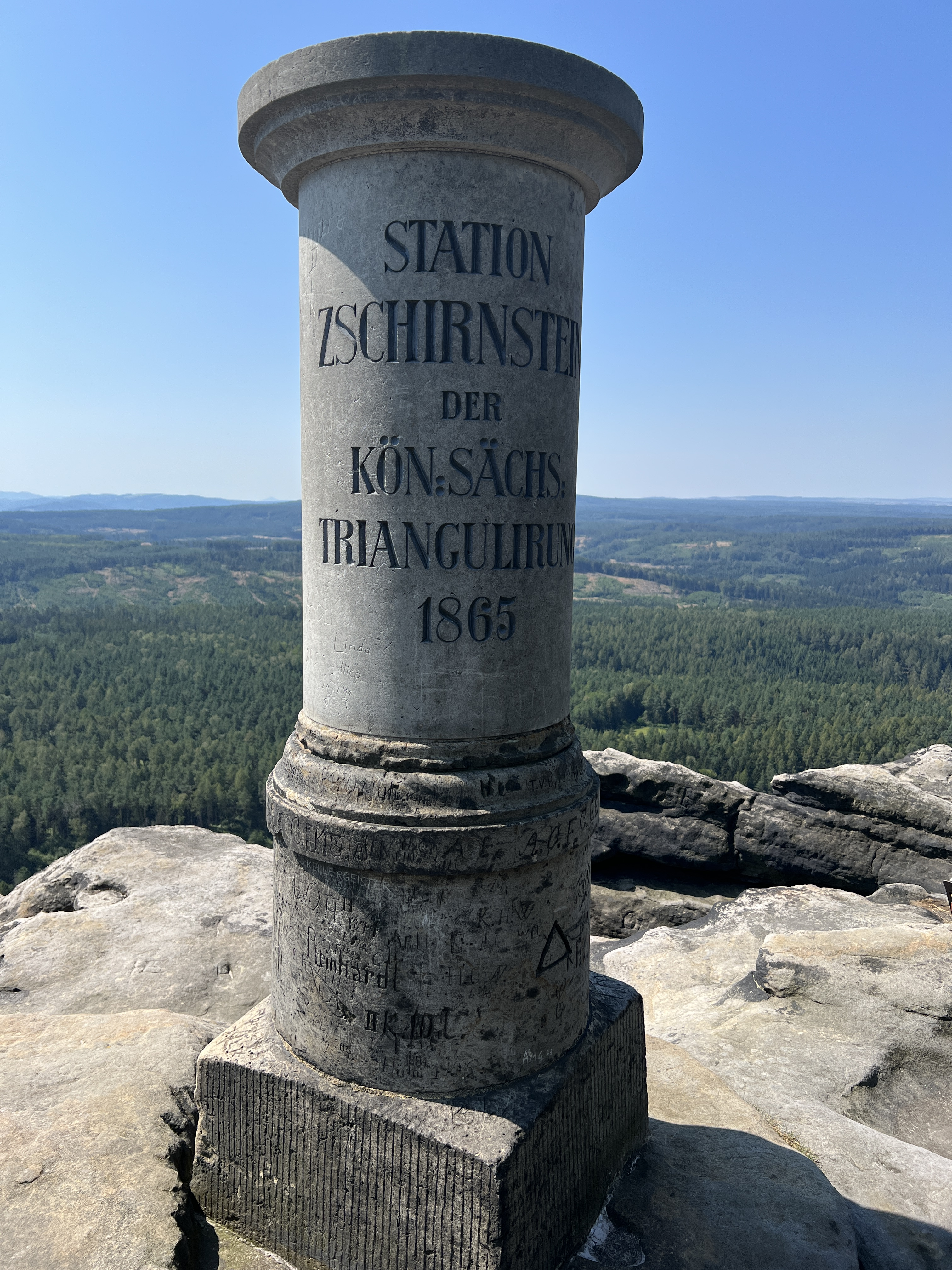
Słupek triangulacyjny na wierzchołku

Großer Zschirnstein – najwyższy szczyt Saskiej Szwajcarii, czyli niemieckiej części Gór Połabskich (niem. Elbsandsteingebirge). Dokładna wysokość szczytu to 561,74 m n.p.m.